# Sân vận động Mario Alberto Kempes
Sân vận động Mario Alberto Kempes (tiếng Tây Ban Nha: Estadio Mario Alberto Kempes), trước đây được gọi là Sân vận động Córdoba và thường được gọi là Sân vận động Olympic Chateau Carreras, là một sân vận động ở vùng lân cận Chateau Carreras của Córdoba, Argentina. Sân được sử dụng chủ yếu cho các trận đấu bóng đá và đôi khi cho cả điền kinh.
Sân vận động được xây dựng vào năm 1976 để chuẩn bị cho Giải vô địch bóng đá thế giới 1978, với sức chứa 46.083 khán giả mặc dù sân không cung cấp chỗ ngồi cho tất cả bọn họ, giống như nhiều sân vận động của Argentina.
Hầu hết các đội bóng đá ở Córdoba đều có sân vận động riêng nhưng họ thường thích thi đấu ở sân vận động này vì kích thước và sự thoải mái của nó, đặc biệt là khi thi đấu các trận quan trọng thu hút lượng khán giả lớn. Nói chung, sân vận động này được sử dụng cho các trận đấu của Talleres, và được sử dụng cho các trận đấu của Belgrano, Instituto và Racing. Các trận đấu trên sân nhà của đội tuyển bóng đá quốc gia Argentina cũng đã được diễn ra tại đây.
Vào năm 2006 và 2007, sân vận động đã tổ chức một số giai đoạn đặc biệt của nội dung môn thể thao đua xe có tên Rally Argentina, một vòng của Giải vô địch đua xe thế giới.

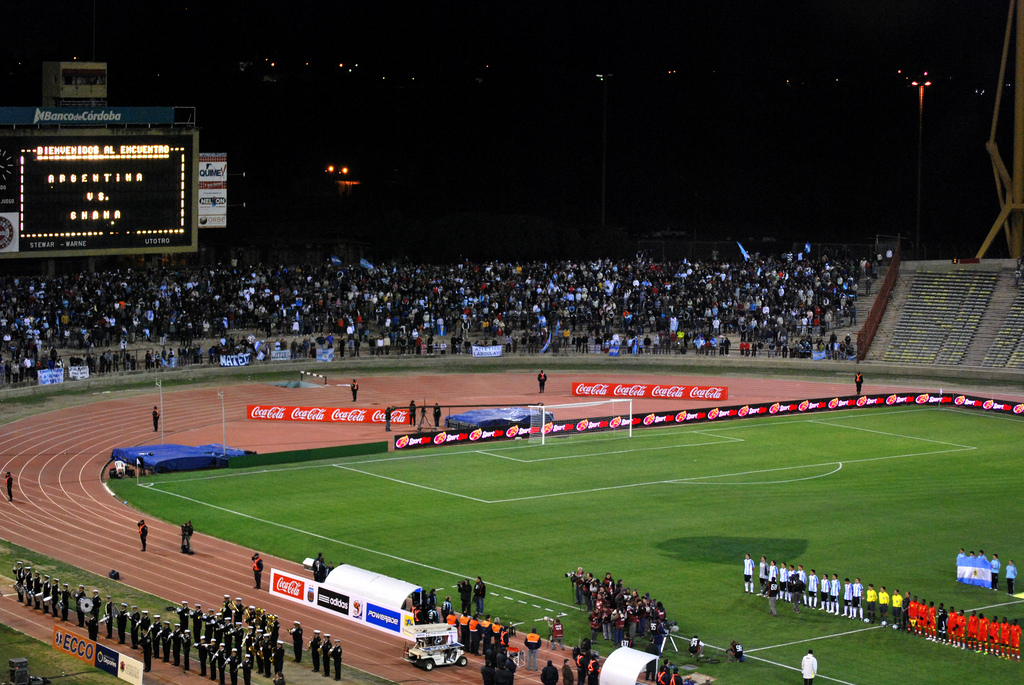
Sân vận động trong trận đấu giữa Argentina và Ghana vào năm 2009. Bức ảnh này được chụp trước khi tu sửa.

Trong năm 2010 và 2011, sân vận động đã trải qua một quá trình tu sửa. Sân cỏ trũng sâu 4 mét, bảng điểm Autotrol mang tính biểu tượng được lắp đặt cho Giải vô địch bóng đá thế giới 1978 đã được thay thế bằng màn hình video hiện đại, khán đài mới được xây dựng để cải thiện tầm nhìn kém do sân vận động có hình dạng nông và sức chứa được tăng lên 57.000 chỗ ngồi, trở thành sân vận động lớn thứ ba ở Argentina tính theo sức chứa. Sân đã được mở cửa lại vào ngày 26 tháng 6 năm 2011, chỉ 5 ngày trước khi Cúp bóng đá Nam Mỹ 2011 bắt đầu. Các khán đài đã được che phủ sau giải đấu.
Vào tháng 10 năm 2010, tên gọi đã được thay đổi để vinh danh Mario Kempes, cầu thủ ghi nhiều bàn thắng nhất của Giải vô địch bóng đá thế giới 1978, người gốc Cordoba.

## Các sự kiện thể thao
Trong Giải vô địch bóng đá thế giới 1978, Cordoba đã tổ chức hai trận đấu trong bảng 2, ba trận đấu trong bảng 4 và ba trận đấu trong vòng hai.
| Ngày       | Vòng | Bảng | Đội 1    | Kết quả | Đội 2    |
| ---------- | ---- | ---- | -------- | ------- | -------- |
| 3 tháng 6  | 1    | 4    | Perú     | 3–1     | Scotland |
| 6 tháng 6  | 1    | 2    | Tây Đức  | 6–0     | México   |
| 7 tháng 6  | 1    | 4    | Scotland | 1–1     | Iran     |
| 10 tháng 6 | 1    | 2    | Tây Đức  | 0–0     | Tunisia  |
| 11 tháng 6 | 1    | 4    | Perú     | 4–1     | Iran     |
| 14 tháng 6 | 2    | A    | Hà Lan   | 5–1     | Áo       |
| 18 tháng 6 | 2    | A    | Tây Đức  | 2–2     | Hà Lan   |
| 21 tháng 6 | 2    | A    | Áo       | 3–2     | Tây Đức  |

Sân vận động Mario Kempes cũng đã tổ chức ba trận đấu bảng B và một trận bán kết trong Cúp bóng đá Nam Mỹ 1987; 5 trận vòng bảng, 2 trận ở vòng 16 đội, một trận đấu ở tứ kết và một trận bán kết cho Giải vô địch bóng đá trẻ thế giới 2001; và Cúp bóng đá Nam Mỹ 2011, Cordoba là nơi tổ chức hai trận đấu bảng B, một trận đấu bảng A và tổ chức một trận tứ kết. Đội tuyển rugby union quốc gia Argentina, Los Pumas, đã chơi một số trận đấu test ở đây và Liên đoàn bóng bầu dục Cordoba đã sử dụng sân vận động để xác định các trường hợp vô địch hàng năm của mình.
Trận đấu tranh đai Super-Bantamweight của Hiệp hội Quyền Anh Thế giới năm 1982 giữa nhà vô địch Sergio Palma và cựu vô địch hạng Bantamweight của WBA thế giới Jorge Luján, thắng Palma trong một hiệp đấu mười lăm, được tổ chức tại sân vận động này.
Córdoba cũng đã tổ chức các trận chung kết Cúp bóng đá Argentina 2015 và 2016, và Siêu cúp bóng đá Argentina 2015.

## Cơ sở vật chất
Sân vận động Mario Alberto Kempes là trung tâm của khu liên hợp thể thao và công viên rộng 40 ha bao gồm Sân vận động Khúc côn cầu tỉnh Soledad García, mở cửa vào năm 2012, vinh danh nhà vô địch thế giới hai lần Soledad García; một bể bơi kích thước Olympic, mở cửa vào năm 2014 và được đặt theo tên của vận động viên đoạt huy chương Olympic Georgina Bardach; một sân thi đấu đặc biệt, nằm ở phía bắc của sân vận động chính, tổ chức đào tạo và các sự kiện bóng đá và bóng bầu dục nhỏ hơn; một mạch BMX, một đường chạy điền kinh và các cơ sở bóng rổ, bóng chuyền và quần vợt.

## Buổi hòa nhạc
| Quốc gia                                | Nghệ sĩ                             | Năm                                                   |
| --------------------------------------- | ----------------------------------- | ----------------------------------------------------- |
| Hoa Kỳ                                  | Gloria Gaynor                       | 1978                                                  |
| México                                  | Luis Miguel                         | 1982 / 1992 / 1994 / 1996 / 1997 / 1999 / 2003 / 2008 |
| Argentina                               | Sumo                                | 1986 / 1987 / 1988                                    |
| Argentina                               | Soda Stereo                         | 1987 / 1990 / 1991 / 2007                             |
| Thụy Điển                               | Roxette                             | 1992                                                  |
| Argentina                               | Serú Girán                          | 1992                                                  |
| Brasil                                  | Xuxa                                | 1992                                                  |
| Vương quốc Liên hiệp Anh và Bắc Ireland | Peter Gabriel                       | 1993                                                  |
| Hoa Kỳ                                  | Bon Jovi                            | 1993                                                  |
| Hoa Kỳ                                  | Aerosmith                           | 1994                                                  |
| Puerto Rico                             | Ricky Martin                        | 1995                                                  |
| Tây Ban Nha                             | Alejandro Sanz                      | 2001                                                  |
| Argentina                               | Los Redondos                        | 2001                                                  |
| Argentina                               | La Renga                            | 2003 / 2008                                           |
| Argentina                               | Callejeros                          | 2006                                                  |
| Tây Ban Nha                             | Joaquín Sabina y Joan Manuel Serrat | 2007                                                  |
| Argentina                               | Los Fabulosos Cadillacs             | 2008                                                  |
| México                                  | Maná                                | 2007 / 2011                                           |
| Guatemala                               | Ricardo Arjona                      | 2009 / 2012 / 2014                                    |
| Venezuela                               | Ricardo Montaner                    | 2010                                                  |
| Puerto Rico                             | Calle 13                            | 2011                                                  |
| Colombia                                | Shakira                             | 2011                                                  |
| Hoa Kỳ                                  | Madonna                             | 2012                                                  |
| Uruguay                                 | No Te Va Gustar                     | 2013                                                  |
| Canada                                  | Justin Bieber                       | 2013                                                  |
| Hoa Kỳ                                  | Romeo Santos                        | 2015                                                  |
| Vương quốc Liên hiệp Anh và Bắc Ireland | Iron Maiden                         | 2016                                                  |
| Vương quốc Liên hiệp Anh và Bắc Ireland | Paul McCartney                      | 2016                                                  |